# ハート・オブ・ストーン
『ハート・オブ・ストーン』（原題：Heart of Stone）は、2023年公開のアメリカ合衆国のスパイ・アクション映画。ガル・ガドット主演兼製作。2023年にNetflixで配信。

## あらすじ
MI6の秘密諜報員のパーカー、ベイリー、ヤンは新人IT部員のストーンに助けられ、イタリア・アルプスのカジノから兵器商人のマルバニーを拉致しようとするがハッカーの妨害に遭う。パーカーはマルバニーを確保してケーブルカーに乗るが、下の駅ではマルバニーの手下が待ち受ける。
実は、国家を超越し平和を求める秘密諜報機関チャーターのハート部門の一員であり、「ハートの9」と呼ばれるストーンは、「ハートのジャック」に助けられて密かにマルバニーの手下を皆殺しにするも、マルバニーは青酸カリで自殺している。
ストーンは、ハッカーがインドの犯罪組織にかかわるケヤ・ダワンであると知る。チャーターのハート部門はダワンがリスボンにいるという情報をMI6にリークし、ストーンのチームが向かうも、金髪の男に率いられる傭兵たちに強襲される。ストーンは隠していた戦闘能力を発揮して仲間を助け、チャーターの一員であることを明かす。
パーカーが突然ヤンとベイリーを殺し、毒でストーンを麻痺させたうえ極小装置を体内に注入する。ストーンがハート本部に連れて来られて手当てを受ける間、ハートのセキュリティは装置により破られて情報が流出する。ハート部門の指導者である「ハートのキング」ノマドは、仲間への愛情から危険を招いたストーンを停職とする。
ノマドは他の三部門 - クラブ、スペード、ダイヤ - のキングたちと会う。パーカーは、チェチェンでの反政府勢力への武器供与作戦をチャーターに潰されて、チャーターを憎むようになったことが分かる。パーカーとダワンは、チャーターの持つ、世界の全ての情報をハッキング出来る量子コンピューター「ハート」を、飛行船「ロッカー」から奪取する。これを妨害しようとしたストーンは失敗し、ダワンとともにアフリカの砂漠にパラシュートで着地する。ストーンは、ダワンが両親の仇である億万長者カーチェの罪を暴きたいだけだと知って説得を試みるも、失敗する。密かにダワンに発信器をつける。
パーカーとダワンはアイスランドに行き、ダワンの生体認証でしか起動しないハートを用いて、ダイヤのキング、そしてクラブのキングを暗殺し、地下壕に籠ったハート部門のチームを閉じ込めて窒息死させようとする。ストーンもアイスランドに来て、パーカーを阻止しようとして金髪の男を殺す。ダワンはパーカーの恐ろしさを知り、ストーンを助けてパーカーを倒す。ダワンは地下壕のハート・チームを救う。
4週間後、ダワンは刑務所に行くかわりに、ストーンとジャックのチームに加わっている。

## キャスト
※括弧内は日本語吹替
- レイチェル・ストーン：ガル・ガドット（甲斐田裕子[6]）

MI6の新人IT部員、実はチャーターの一員でコードネームは「ハートの9」。
- パーカー：ジェイミー・ドーナン[7]（津田健次郎[6]）

MI6の秘密諜報員。
- ケヤ・ダワン：アーリヤー・バット（佐倉綾音[6]）

インド出身の天才ハッカーでパーカーの仲間。
- ノマド：ソフィー・オコネドー[8]（榊原良子）

チャーターのハート部門の指導者である「ハートのキング」。
- ヤン：ジン・ルージ[9]（種﨑敦美）

MI6の秘密諜報員。
- ベイリー：ポール・レディ（英語版）（遠藤大智）

MI6の秘密諜報員。
- 金髪の男：ジョン・コルタジャレナ

黒幕の手下の傭兵。
- アイヴォ：アーチー・マデクウィ（新祐樹）

チャーターのハート部門の一員。
- マルバニー：エンゾ・シレンティ（英語版）（白熊寛嗣）

兵器商人。
- ハートのジャック：マティアス・シュヴァイクホファー[10]（烏丸祐一）

チャーターのハート部門のIT専門家。
- クラブのキング / チャン・スー：B・D・ウォン（山岸治雄）

チャーターのクラブ部門の指導者。
- ダイヤのキング / ナンシー・モリソン：グレン・クローズ（唐沢潤）

チャーターのダイヤ部門の指導者。
- スペードのキング：マーク・イヴァニール（英語版）（関口雄吾）

チャーターのスペード部門の指導者。